# 克拉斯諾皮爾 (別爾季切夫區)
49°50′7″N 28°2′58″E / 49.83528°N 28.04944°E

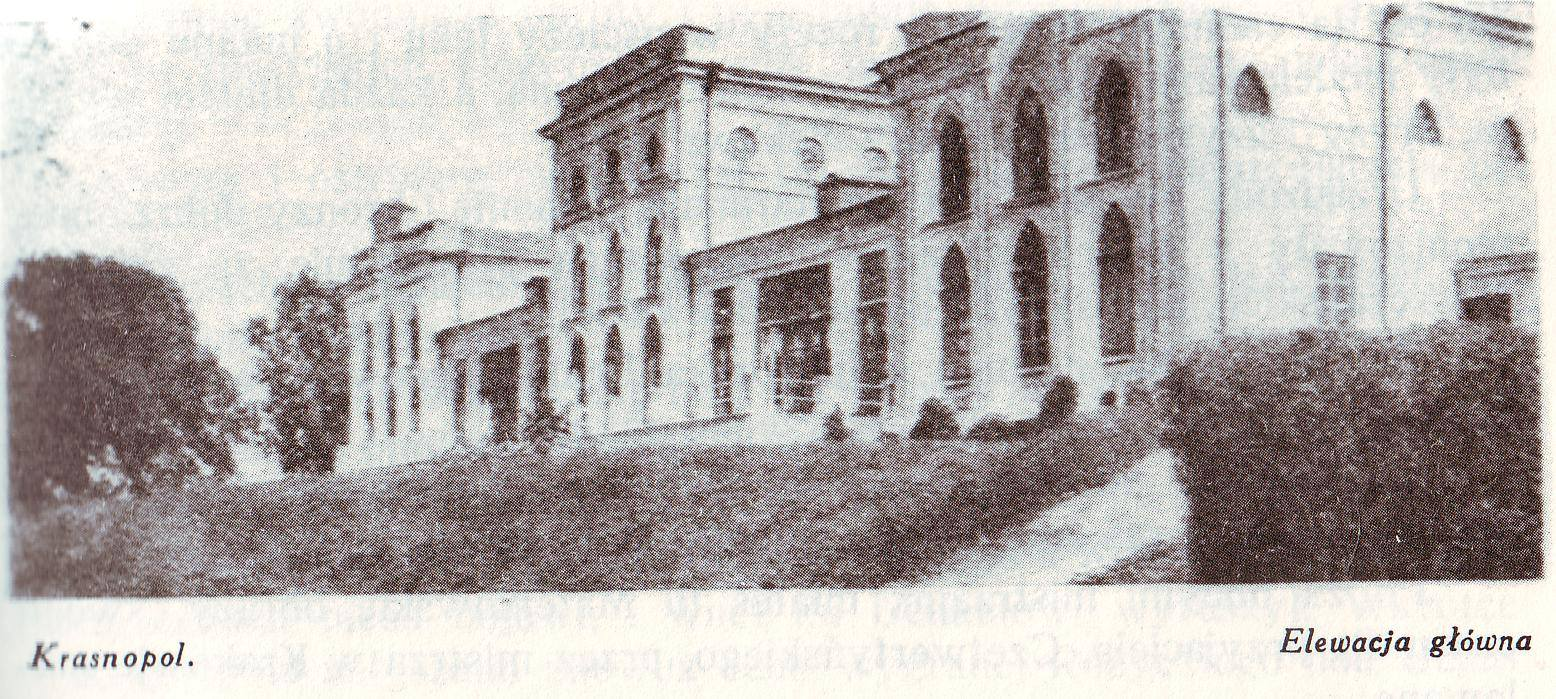
克拉斯諾皮尔

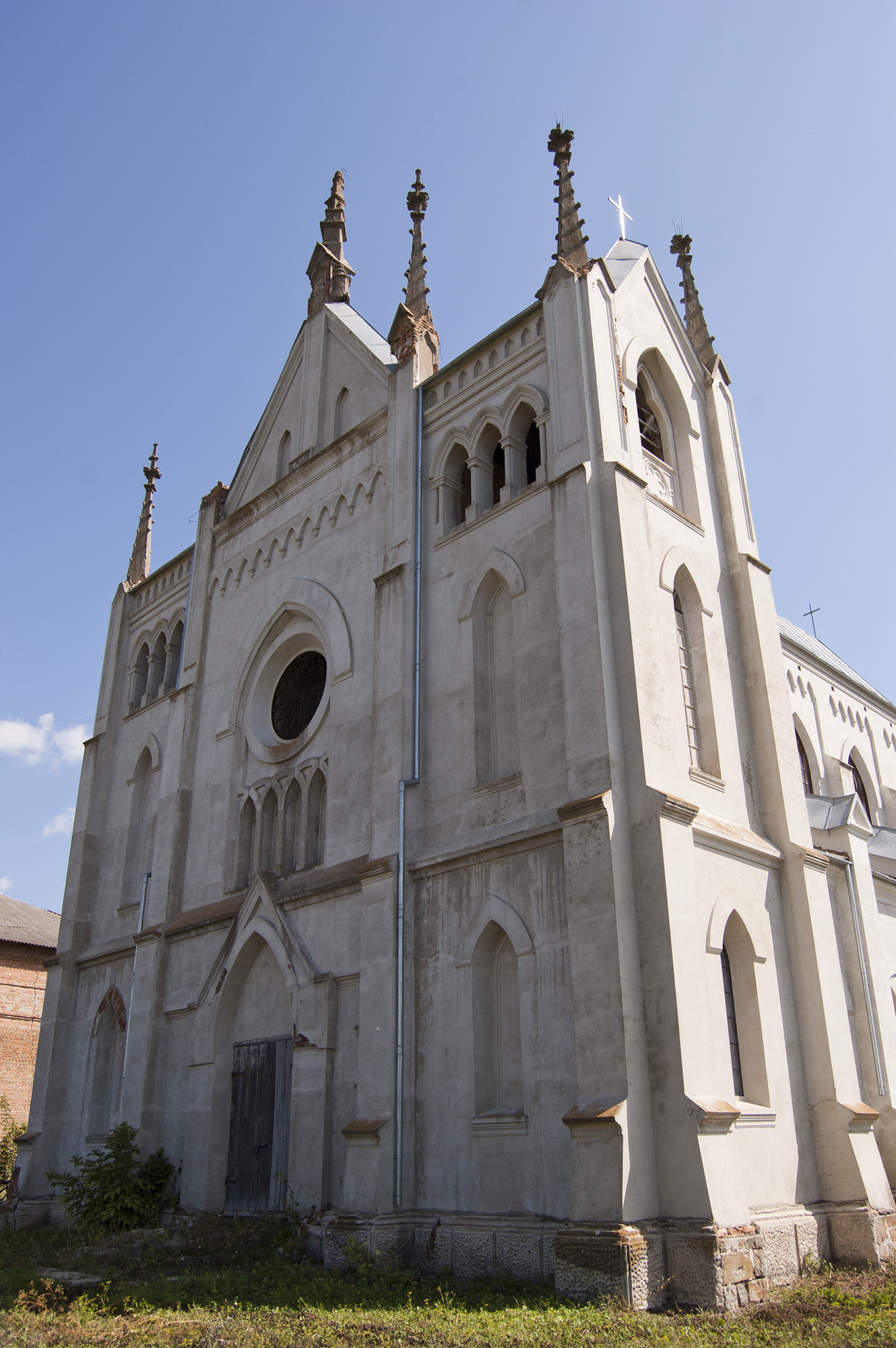
教堂

克拉斯諾皮尔（烏克蘭語：Краснопіль）是烏克蘭北部日托米爾州別爾季切夫區克拉斯诺皮尔市镇的村庄及行政中心。始建於1601年，面積5.62平方公里，海拔高度260米，2001年人口1,226，人口密度每平方公里218.3人。